# Bhayavadar
Bhayavadar fou un estat tributari protegit al Kathiawar, presidència de Bombai, amb una superfície de 28,5 km². Estava governat per la dinastia Wala (branca Jaitani).
Al segle XX governava Nathu Champrak, al que va succeir el 19 de gener de 1920 el seu fill Bhaya Nathu de 39 anys. El seu successor fou el seu fill Anakchandra Bhaya.